# Терем (журнал)
«Терем» — неперіодичний ілюстрований журнал, видання Інституту української культури в Америці, виходив з жовтня 1962 року до 1990 року в Детройті. Вийшло 10 номерів. Головним редактором більшості номерів був Юрій Тис-Крохмалюк, редактором останнього, 10-го номера був Петро Рогатинський.
Журнал мав монографічний характер: кожне число присвячене окремій особі або проблемі українського культурного життя.
Перший номер, що вийшов 1962 року, був присвячений українському археологу Ярославу Пастернаку та археології України.
У другому номері (1966) були представлені вірші молодих українських поетів США з «Нью-Йоркської групи».